# Vampire: The Eternal Struggle
Vampire: The Eternal Struggle, in de eerste editie (1994) gepubliceerd als Jyhad, meestal afgekort tot VTES, V:TES or V:tES, is een Engelstalig meerpersoons (bij voorkeur 5) ruilkaartspel met als thematische achtergrond de "World of Darkness". Het spel wordt gepubliceerd door het Amerikaanse White Wolf, Inc. Via hen zijn ook contactgegevens van andere spelers te vinden.
Het is een van de oudste ruilkaartspellen. In 2004 werd VTES verkozen tot "all-time best multiplayer collectible card game" door Inquest Gamer Magazine.
In Nederland wordt dit spel zowel recreatief als in toernooivorm gespeeld.